# En stjärna föds (film, 1954)
En stjärna föds är en amerikansk dramatisk musikalfilm från 1954 i regi av George Cukor och med Judy Garland och James Mason i huvudrollerna. Filmen hade urpremiär i Los Angeles den 29 september 1954, allmän premiär i USA den 16 oktober samma år och svensk premiär den 4 april 1955.
Filmproduktionen kantades av en hel rad problem, bland annat tekniska problem som försenade inspelningen. Några veckor efter premiären beslöt filmbolaget att 27 minuter av filmen skulle klippas bort och den ursprungliga filmen förstöras. Drygt 30 år senare var det premiär för en nyrestaurerad version av filmen.
Filmen blev nominerad till sex Oscarspriser. James Mason och Judy Garland var nominerade till varsin Oscarsutmärkelse för sina insatser i denna film; de vann emellertid ingen Oscar, men varsin Golden Globe. Harold Arlen och Ira Gershwin fick en Oscarsnominering för låten The Man That Got Away.
Filmen placerade sig på sjunde plats på listan AFI's Greatest Movie Musicals.

## Handling
Hollywoods största filmstjärnor har samlats vid en välgörenhetsgala. Norman Maine kommer dit berusad, men den unga sångerskan Esther Blodgett lyckas rädda honom från att göra bort sig offentligt. De skiljs åt, men senare på kvällen inser han hennes stora talang (”star quality”). Han lyckas hitta henne på en liten klubb sjungande The Man That Got Away. Han berättar för henne att hon inte borde kuska runt i landsorten när hon kan bli en stor stjärna i Hollywood. De skiljs på nytt, men efter olika förvecklingar lyckas han hitta henne igen och hjälper henne att slå igenom som filmskådespelerska. De gifter sig, men medan hennes karriär går spikrakt uppåt orsakar hans alkoholism att hans egen karriär går utför. Till slut får han sparken vilket ytterligare förvärrar hans alkoholproblem. När hon får pris på Oscarsgalan stormar Norman in berusad och ber offentligt om att bli anställd av sina gamla vänner i filmbranschen och skämmer ut sig.
Han tar in på ett vilohem för att komma tillrätta med sina alkoholproblem. Under inspelningen av sångnumret Lose That Long Face träffar Esther studiochefen Oliver Niles, vilken lovar att försöka ordna en roll åt Norman. Men när Niles besöker honom på vilohemmet tackar denne stolt nej. När Norman kommer ut igen träffar han sin före detta pressagent Matt Libby och hamnar i bråk. Det slutar med att han börjar supa igen, grips av polisen och hamnar i fyllecell. Esther lyckas få honom fri mot löfte att han ska stanna hemma. Hemma råkar han få höra ett samtal mellan Esther och Oliver Niles där Esther avslöjar sina planer på att ge upp sin karriär och bli hemmafru. Norman inser att hans problem håller på att förstöra Esthers karriär och begår självmord genom att dränka sig i havet. Esther isolerar sig hemma och sörjer honom djupt, men får då besök av sin gamle vän Danny McGuire som får henne att inse att det är fel sätt att hedra Normans minne. På ett framträdande samma kväll hälsar hon publiken med att säga slutrepliken: ”Hello everybody, this is Mrs. Norman Maine”.

## Rollista i urval
| Judy Garland     | – Esther Blodgett/Vicki Lester                      |
| James Mason      | – Norman Maine                                      |
| Jack Carson      | – Matt Libby                                        |
| Charles Bickford | – Oliver Niles                                      |
| Tommy Noonan     | – Danny McGuire                                     |
| Lucy Marlow      | – Lola Lavery, flickvän till Norman Maine           |
| Amanda Blake     | – Susan Ettinger, värdinna på Oscarsprisutdelningen |
| Irving Bacon     | – Graves, Maines betjänt                            |
| Hazel Shermet    | – Libbys sekreterare                                |
| Lotus Robb       | – Fröken Markham, PR-avdelningen                    |

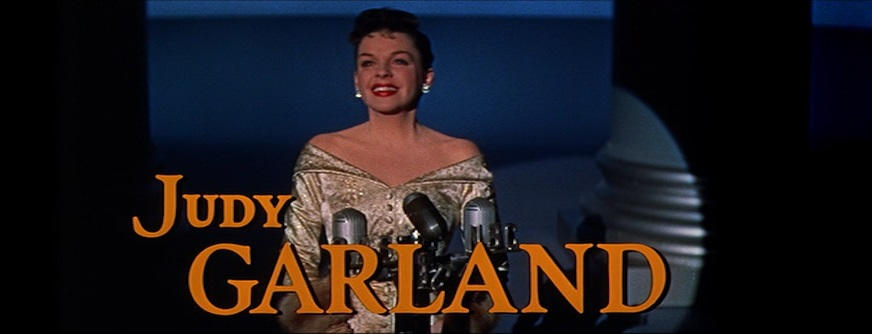
Garland i slutscenen, Hello everybody, this is Mrs. Norman Maine

I filmen finns det fem större roller, de fem förstnämnda ovan. Övriga medverkande är endast med i en eller två scener; bland annat klipptes det mesta av Amanda Blakes medverkan bort.

### Övrig personal i urval
- Fotograf: Sam Leavitt
- Klippning: Folmar Blangsted
- Produktionsdesign: Gene Allen
- Scenografi: Malcolm Bert, Irene Sharaff
- Kostym: Mary Ann Nyberg, Irene Sharaff, Jean Louis
- Regiassistenter: Earl Bellamy, Edward Graham, Russell Llewellyn
- Färg: Hoyningen Huene
- Musikalisk ledning: Ray Heindorf
- Arrangemang: Skip Martin
- Koreografi: Richard Barstow

## Förberedelser
Den drivande kraften bakom filmen var dess producent, Sidney Luft. Under 1951 producerade han en show Judy Garland gjorde i London, och att hon skulle få huvudrollen var självklart för honom. En förhoppning de hade var att detta skulle bli Garlands stora comeback inom filmen, filmbolaget MGM hade 1950 sparkat henne efter många års framgångar. Luft och Garland gifte sig med varandra den 8 juni 1952.
För att producera filmen bildades bolaget Transcona Enterprises. Luft och Garland ägde 75 procent; Edward L. Alperson, som ägde vissa rättigheter till filmen, ägde 20 procent och 5 procent ägdes av Ted Law, en vän till Luft. De kunde inte göra filmen ensamma, varför de vände sig till filmbolaget Warner Brothers och dess produktionschef Jack Warner. De vände sig till Warner Brothers av flera skäl: dels var Jack Warner och Garland goda vänner sedan tidigare, och dels hade filmbolaget nyligen sålt sin biografkedja och hade därför gott om pengar. Warner Brothers finansierade filmen; filmen fick en budget på en och en halv miljon amerikanska dollar, vilket var normalt för en musikal.
I september 1953 var det premiär på den första filmen som spelades in i Cinemascope, Den purpurröda manteln. Den gjorde stor succé, och det bestämdes ganska snart att även denna film skulle bli en Cinemascopefilm. Istället för att använda just den tekniken, ville Warner Brothers först använda sin egen teknik, WarnerScope. Jack Warner fick dock tillfälle att med egna ögon se hur Cinemascope var tekniskt överlägset WarnerScope och man bestämde därför under pågående inspelning att använda den förstnämnda tekniken istället.
Filmen var en av de första som spelades in i Cinemascope. Warner Brothers hade inte spelat in någon sådan tidigare, och varken regissören eller fotografen hade någon tidigare erfarenhet av det, vilket gjorde att de blev tvungna att lära sig processen under inspelningen. Till filmen användes Technicolor.

## Manuskript
Manuskriptet, som skrevs av den välkände dramatikern Moss Hart, är baserat på filmen Hollywood från 1937, en film regisserad av William A. Wellman och med manuskript av bland andra Dorothy Parker, Alan Campbell och Robert Carson. De hade i sin tur fått inspiration från filmen What Price Hollywood? från 1932 som var regisserad av ingen mindre än George Cukor.
Hart fick hundratusen dollar samt tillgång till ett hus i Palm Springs medan han utförde arbetet. Han hade inte tillgång till manuskriptet till Skandal i Hollywood, och fick helt enkelt titta på filmen flera gånger. I mars 1953 var han klar med ett första utkast.

## Produktion
Produktionen inleddes officiellt den 13 augusti. Filmen hade till en början arbetsnamnet Produktion #386. Koreografen Richard Barstow började då repetera tillsammans med tjugo dansare. Den 21 augusti inleddes inspelningen av de olika sångerna i filmen under ledning av Ray Heindorf. Tillsammans med Skip Martin gjorde han arrangemanget till The Man That Got Away; sången framfördes av en sextett med piano, kontrabas, gitarr, trummor, trombon och tenorsaxofon.
Flera manliga skådespelare var påtänkta för rollen som Norman Maine, bland andra Humphrey Bogart och Frank Sinatra. Luft försökte övertala Cary Grant, som var intresserad och läste manuskriptet, men avböjde. Till slut föreslogs James Mason, som genast tackade ja.
Den fortsatta inspelningen kantades av problem, båda tekniska problem, och sådana som berodde på Judy Garlands personlighet och drogmissbruk.
Den 5 oktober 1953 var det tänkt att Garland skulle göra kostym- och sminktest. Hon dök inte upp utan skyllde på att hon bantade, och det bestämdes att hon inte behövde komma förrän den 12 oktober. Då var det nödvändigt att hon var på plats för att arbetet skulle kunna fortsätta. Dagen infann sig, men hon dök inte upp på morgonen. Sid Luft ringde henne från studion, men hon gjorde klart att hon inte hade för avsikt att komma, ty hon var skräckslagen. Luft bad Harry Rubin, Garlands assistent, att få henne att komma till studion, vilket han lyckades med. Rubin fick i uppgift att få Garland i tid till studion varje dag.
Klockan 11.25 började en scen spelas in där Esther Blodgett (Garland) som statist vinkar från ett tåg. Efter fem omtagningar var Cukor nöjd. Scenen är bara 44 sekunder i filmen, men trots det pågick inspelningen fram till klockan 17.20. Den dagens arbete kostade Warner Brothers 25 000 dollar. Scenen spelades in på nytt ett halvår senare.
Inspelningen fortsatte med bland annat scener på Esthers pensionat, hennes första möte med Matt Libby, Esther som servitris på en hamburgerrestaurang, hennes och Normans möte på en nattklubb och sångnumret The Man That Got Away. Då gav oväntat Jack Warner besked om att filmen inte skulle spelas in i WarnerScope, eftersom den visat sig inte fungera när man skulle spela in kvälls- eller nattscener utomhus. Istället så fick man använda Cinemascope. Detta fick till följd att filmteamet var tvungna att börja om och kasta det tidigare inspelade materialet, något som ökade inspelningskostnaden med 300 000 dollar.
Fram mot slutet av november låg inspelningen nitton dagar efter inspelningsplanen och hade kostat enmiljon dollar och spelat in en timmes film. I december förklarade Garland att hon inte kunde arbeta, varför scener utan henne fick spelas in.
Inspelningen tog officiellt slut den 26 februari 1954, men då återstod ännu två sångnummer att spela in, Lose That Long Face och Born In A Trunk. Den 2 mars påbörjades inspelningen av Lose That Long Face. Detta nummer skulle dock inte George Cukor regissera, utan uppdraget gick till Jack Donohue, en erfaren regissör specialiserad på dansnummer. Garland visste inte om saken, men efter några tagningar började hon undra var Cukor var. När hon fick veta att en annan regissör skulle regissera numret fick hon ett hysteriskt utbrott, ringde till Jack Warner och krävde att Cukor ögonblickligen skulle inställa sig. Det gick inte, och Garland hoppade in i sin limousine och åkte raka vägen hem, och stannade hemma några dagar. Under hennes bortavaro försökte Donohue spela in numret med en stand-in, Gloria DeWerd. Resultatet imponerade dock inte, och det inspelade materialet kunde inte användas. Garland hade stora personliga problem vid denna tid; det gick aldrig att veta om hon skulle infinna sig på morgonen. Mason fick många gånger ställa upp och arbeta fast han skulle ha varit ledig. Det hände också att scener spelades in, till exempel sådana där Norman Maine kör omkring i en bil, utan någon tanke att ha dessa med i filmen, bara för att visa Jack Warner att något arbete utfördes.
Under mars månad klippte George Cukor och klipparen Folmar Blangsted samman de färdiga scener som fanns. Den 25 mars visades den halvfärdiga filmen för bland andra Luft, Garland och Jack Warner som tyckte att ”filmen är en vinnare”. Warner bestämde också att sångnumret Lose That Long Face och ytterligare fem scener skulle tas om.
Först den 13 april kunde inspelningen fortsätta med olika omtagningar, bland annat med Esther som servitris på en hamburgerservering. Först påföljande vecka spelades sångnumret Lose That Long Face in under ledning av Richard Barstow.
Så här långt i inspelningen kände Luft och Warner att det behövdes ytterligare ett sångnummer. Harold Arlen och Ira Gershwin hade skrivit tre låtar, men Cukor, Luft och Warner var inte nöjda med dem. I början av april kontaktade Sid Luft den erfarne kompositören Roger Edens, som tillsammans med Leonard Gershe tog fram det sista numret: Born In A Trunk. Numret förlängde filmen med 15 minuter, något som Cukor inte gillade, men eftersom både Luft och Jack Warner gillade numret var det bara för regissören att gilla läget. Själva inspelningen började 30 juni, och inspelningen skedde på nätterna, eftersom det var den tid på dygnet som Garland mådde bäst. Den sista inspelningsnatten blev den 28 juli 1954 då omtagningar till sångnumret Peanut Vendor gjordes. Klockan 2.55 på natten var scenen klar och efteråt firades detta med tårta och champagne.

### Filmen klipps ner
Filmens längd var vid det här laget 210 minuter. Den 25 maj skrev Moss Hart ett brev till Jack Warner och föreslog att filmen borde klippas ner. Warner svarade några dagar senare att han själv hade sett till att filmen kortats, och att han nu var nöjd med längden. Cukor själv var på smygpremiär den 2 augusti 1954, och efteråt skrev han i ett brev till Moss Hart: ”Jag önskar att filmen var lite kortare.”
George Cukor och Folmar Blangsted klippte ytterligare i filmen, och fick ner den till 181 minuter. Bland annat ströks en scen med Norman som pirat, en scen där Norman letar efter sina bilnycklar och en scen där Norman och Vicki står på en strand och planerar sitt nya hus, och nästan hela Amanda Blakes medverkan.
Redan från början kom det kritik från bland annat teatermannen Noel Coward, att filmen ändå var för lång och att sångnumren tog för stor plats. Branschtidningen Variety skrev ”Denna ovanligt långa film är rena döden för omsättningen på biograferna”. Eftersom filmen var så lång var det svårt att på ett bra sätt få in två föreställningar per kväll. Kvällsföreställningarna brukade börja klockan 19.30 eller 20.00, men för denna film började första kvällsföreställningen klockan 18.30 (för tidigt) och den sista 22.00 (för sent). Samma kritik kom även från biografägarna som stötte på Harry Warner att något borde göras.
Harry Warner gav order till Jack Warner att klippa ner filmen och han i sin tur gav i uppdrag till klipparen Folmar Blangsted att börja klippa i filmen. Han var mycket tveksam till uppdraget, delvis för att han var en stor beundrare av George Cukor. Problemet var att Cukor hade rest iväg till Indien för att spela in filmen Bhowani – station i Indien. Blangsted skickade telegram till Cukor och bad att han skulle kontakta antingen honom eller Jack Warner om saken, men Cukor hörde aldrig av sig och Blangsted fick börja sitt arbete.
Sidney Luft, producenten, blev inte glad när han fick höra av filmen skulle klippas ner. Han blev arg på både Jack Warner och George Cukor. Och Cukor vägrade prata med Blangsted resten av sitt liv. George Cukor ansåg att man helt enkelt hade ”slaktat” filmen och det på ett mycket hänsynslöst sätt. Viktiga delar av handlingen hade försvunnit, både roliga och känslosamma bitar. Sångnumret Lose That Long Face klipptes bort helt och hållet. Enligt honom själv så skulle han och Moss Hart ha kunnat klippt bort tjugo minuter från filmen utan att det hade märkts. Varken han eller Judy Garland kunde någonsin se filmen i denna version.
Till slut hade 27 minuter klippts bort, och filmen var nu 154 minuter lång. Warner Brothers såg till att alla kopior klipptes ner till den nya korta versionen och allt som var bortklippt skickades tillbaka till filmbolaget, även filmbolagets egna kopior klipptes ner. Filmen hade härmed upphört att existera i sin ursprungliga version. Den 27 oktober publicerade Warner Brothers ett pressmeddelande om saken. De fick genast kritik, både från cineaster och biografägare, som ansåg att bolaget hade klippt alltför hänsynslöst. Många biografägare hade föredragit att själv avgöra vilken version man skulle visa på sin egen biograf. I New York Times skrev filmkritikern Bosley Crowther att han övervägde att ta bort filmen från sin lista över 1954 års bästa filmer.

## Ekonomisk flopp
Jack Warners förhoppningar om att filmen skulle dra in stora pengar kom snabbt på skam. Redan i mitten av november började publiken svika och i december förstod alla att någon vinst inte var att vänta.
I februari 1955 blev det klart att filmen var nominerad till sex Oscarsutmärkelser. Ekonomiskt skulle filmen kunna tjäna en hel del på att få ett pris. Både Garland och Mason blev nominerade för sina insatser, och filmbolaget antog att om båda fick sitt pris skulle de kunna få in ytterligare två miljoner dollar. Tyvärr blev det inte så: istället för Garland blev det Grace Kelly som fick priset för sin insats i Mannen du gav mig och istället för Mason var det Marlon Brando som belönades för sin insats i Storstadshamn.
Kostnaderna för själva filmen uppgick till 5 019 770 dollar, vilket gjorde filmen den dittills näst dyraste filmproduktionen (Duell i solen från 1946 hade kostat mer). Dessutom tillkom kostnader för att göra kopior, marknadsföring, distributionskostnader, räntor och diverse overheadkostnader. Filmbolaget behövde få in minst tio miljoner dollar bara för att gå jämnt upp, något som bara åtta filmer hittills hade lyckats med. I november 1955 hade filmen dragit in 5 911 968 dollar, varav 1 556 000 dollar kom från utlandet.
Trots allt bråk, nedklippningen och de ekonomiska problemen kände i alla fall Sid Luft, Judy Garland och Jack Warner sig väldigt stolta över filmen. Jack Warner skrev i sin självbiografi, My first hundred years in Hollywood, att filmen är en av de finaste som fått bära Warners märke. Förhoppningen om att Judy Garland skulle få en comeback som filmstjärna förverkligades dock inte. Hennes rykte inom filmbranschen förblev dåligt, och under de följande åren av sitt liv fick hon försörja sig genom att turnera som sångare.

## Restaureringen
Sommaren 1982 tillbringade en filmintresserad museichef vid namn Ronald Haver hela sin semester i Warner Brothers dammiga och mörka arkiv för att hitta de 27 minuter som filmbolaget klippt bort. Han lyckades hitta hela ljudbandet samt tjugo minuter film. Tillsammans med stillbilder från de återstående sju minuterna lyckades han klippa ihop filmen på nytt, så att den nu finns i en version på 176 minuter.
Den nya versionen hade premiär på Radio City Music Hall i New York den 19 juli 1983 i närvaro av bland andra James Mason, Sidney Luft, Liza Minnelli, Lorna Luft, Gene Allen med flera. George Cukor gick bort i januari 1983 och fick aldrig möjlighet att se den nyrestaurerade filmen.

## Kritik
| ”                                                | [...] Ett av filmens mytiska element är naturligtvis Judy Garland själv, och det var hon redan för trettio år sedan när filmen gjordes. Så är det till exempel knappast en slump att just hon valdes att spela huvudrollen i en film som på ett märkligt sätt återspeglar hennes eget liv [...]. Men filmens verkliga höjdpunkter kommer naturligtvis då Garland sjunger. Så till exempel i scenen där Esther är tillsammans med sina musicerande vänner på en liten klubb, och hon sjunger om sin sorg över männen som lämnat henne. Hon gör det så man tror henne [...] Det är dessa ögonblick som gör En stjärna föds till ett Nästan, ett storslaget fragment, en hårsmån från ett mästerverk. | „ |
| – Maaret Koskinen, Dagens Nyheter, 29 april 1984 | |   |

| ”                                                               | [...] De finaste i filmen är dess obarmhärtiga, kusligt avslöjande skildring av Hollywoods offerväsen, av ruggigheten, nakenheten, hänsynslösheten bakom kulisserna. Man häpnar över den öppenhjärtighet med vilken en konstart här utlämnar sig själv, blottlägger de mest föraktliga sidorna av sitt väsen. Den store skådespelaren är djupt alkoholiserad redan i filmens första scen, ett nervvrak så snart drömmens sötma lämnar blodet. Den nya lilla stjärnans väg upp mot firmamentet skildras utan några förmildrande omständigheter, a dirty job. [...] Som den nytända stjärnan är Judy Garland en mycket stor överraskning. Hon framträder här som en artist av verkligt format och har scener som är briljanta. [...] I James Mason har hon för övrigt här funnit en medspelare som utmärkt kompletterar henne, en karaktär i sitt förfall , ett fascinerande whiskyplågat anlete [...]. | „ |
| – Signaturen C.B. (Carl Björkman), Dagens Nyheter, 5 april 1955 | |   |

| ”                                                  | [...] Garland är oförliknelig. Men hon har också i James Mason en motspelare med något av samma gnista, med samma oroliga eld i mörka ögon, med samma dramatiska intensitet. bara för deras samspel är man färdig att utnämna En stjärna föds till en av de stora filmerna. Den är överrik, överdimensionerad, överdriven. Men den har en ovanlig attraktion. [...] | „ |
| – Signaturen Lill, Svenska Dagbladet, 5 april 1955 | |   |

| ”                                     | [...] Den sönderfaller i två delar: a) en musical, fylld med bra melodier och sång- och dansnummer och med flott färgval i kläder och dekor. Mycket är ögonfröjd. Man gläder sig också åt regissören Cukors sätt att bemästra problemet med Cinemascopeduken. Han fyller den inte med en massa ovidkommande ting eller personer, utan maskar ofta av den och låter uppmärksamheten koncentreras på en enda detalj i bilden. b) en påfrestande snyftstory, som dominerar senare hälften av filmen, och är nära ta kål på den. Ändå väckte den i slutet på 30-talet när nog sensation... [...] | „ |
| – Alf Montan, Expressen, 5 april 1955 | |   |

| ”                                                       | [...] En stjärna föds blev central för Judy Garlands karriär, och kom med tiden att anses som hennes bästa musikal efter kriget; men filmen blev en triumf för Mason också. Porträttet av den självföraktande, alkoholiserade skådespelaren som lever och så småningom dör [...] med sin hatkärlek till filmindustrin bottnar i Masons egna motstridiga känslor för sitt yrke och för Hollywood. [...] | „ |
| – Ur James Mason: Odd Man Out av Sheridan Morley, 1989. | |   |